# Josef Haider
Pour les articles homonymes, voir Haider.
Josef "Sepp" Haider, né le 26 septembre 1953, est un ancien pilote de rallyes autrichien. 

## Biographie
Ce pilote commence la compétition automobile en 1976.
En WRC, il concourt en 1977, et de 1987 à 1993 (5e en Australie, lors de sa dernière course de la saison).
Ses copilotes sont essentiellement Jörg Pattermann (1976 - 1987), Ferdi Hinterleitner (1985 - 1989), Klaus Wendel (1993), et Stefan Eichhorner (1995 - 1999).
Il termine sa carrière au rallye Semperit de 1999, organisé dans son pays, à Waidhofen an der Thaya.

## Palmarès
- Champion d'Allemagne de l'Ouest des rallyes (open): 1989, sur Opel Kadett GSI 16V.

### 1 victoire en WRC
| # | Course                         | Année | Copilote                | Voiture         |
| - | ------------------------------ | ----- | ----------------------- | --------------- |
| 1 | 19e Rallye de Nouvelle-Zélande | 1988  | Ferdinand Hinterleitner | Opel Kadett GSI |

### 10 victoires en ERC
- 1981, 1982, et 1985: Rallye ARBÖ (Autriche);
- 1981 et 1990: ADAC-Rallye (hivernal) de Saxe;
- 1982 et 1990: Rallye international du Valais;
- 1989: ADAC-Rallye Hessen;
- 1990 et 1995: Rallye Semperit (à Waidhofen, Autriche);

### Autre victoire
- 1994: Rallye Šumava (Tchéquie).